# 1936 en combiné nordique
| Années du combiné nordique : 1933 - 1934 - 1935 - 1936 - 1937 - 1938 - 1939    |
| Décennies du combiné nordique : 1900 - 1910 - 1920 - 1930 - 1940 - 1950 - 1960 |

Cette page reprend les résultats de combiné nordique de l'année 1936.

## Festival de ski d'Holmenkollen
L'édition 1936 du festival de ski d'Holmenkollen fut remportée par le Norvégien Olaf Hoffsbakken
devant ses compatriotes Oddbjørn Hagen, vainqueur l'année précédente, et Bernt Østerkløft (no).

## Jeux du ski de Lahti
L'épreuve de combiné des Jeux du ski de Lahti 1936 fut remportée par le Finlandais Aarne Valkama
devant son compatriote Lauri Valonen. Le Norvégien Peder Wahl complète le podium.

## Jeux olympiques
Les Jeux olympiques d'hiver eurent lieu à Garmisch-Partenkirchen (Allemagne).
L'épreuve de combiné donna lieu à un triplé norvégien : elle remportée par Oddbjørn Hagen devant Olaf Hoffsbakken et Sverre Brodahl.

## Championnats nationaux

### Championnat de Finlande
Les résultats du championnat de Finlande 1936 sont incomplets. Le vice-champion fut Aarne Valkama.

### Championnat de France
L'épreuve du championnat de France 1936, organisé à Briançon - Montgenèvre, a couronné le Norvégien Rolf Kaarby.

### Championnat d'Italie
Le championnat d'Italie 1936 fut remporté par Severino Menardi, qui remportait là le troisième de ses quatre titres de champion d'Italie. Il s'impose devant Andrea Vuerich, le champion en titre, et Giuseppe Gargenti.

### Championnat de Norvège
Le championnat de Norvège 1936 se déroula à Kongsvinger. Le vainqueur fut Kaare Busterud, suivi par Bernt Østerkløft et par Thorvald Heggem.

### Championnat de Pologne
Le championnat de Pologne 1936 fut remporté par Stanisław Marusarz, du club SNPTT Zakopane.

### Championnat de Suède
Le championnat de Suède 1936 a distingué Otto Hultberg (de), du club Bodens BK, tandis que le club champion, le Grycksbo IF (sv), garda le titre qui était le sien depuis 1932.

### Championnat de Suisse
Le Championnat de Suisse de ski 1936 a eu lieu à Davos.
Le champion 1936 fut Willy Bernath de La Chaux-de-Fonds.